# Ceratosphaeria rhenana
Ceratosphaeria rhenana är en svampart som först beskrevs av Bernhard Auerswald, och fick sitt nu gällande namn av Berl. & Voglino 1886. Enligt Catalogue of Life ingår Ceratosphaeria rhenana i släktet Ceratosphaeria, klassen Sordariomycetes, divisionen sporsäcksvampar och riket svampar, men enligt Dyntaxa är tillhörigheten istället släktet Ceratosphaeria, familjen Magnaporthaceae, ordningen Magnaporthales, klassen Sordariomycetes, divisionen sporsäcksvampar och riket svampar. Arten är reproducerande i Sverige. Inga underarter finns listade i Catalogue of Life.